# Hans Jensen (NSU)
 Der er flere personer med dette navn, se Hans Jensen.
Hans Jensen var Danmarks Nationalsocialistiske Ungdoms (NSU) leder fra 1941 til 1945 – efter at Schalburg faldt på østfronten. 
Han var officer (blev kaptajnløjtnant 1942) og instruktør ved Skydeskolen for Håndvåben. Han meldte sig ind i DNSAP 11. april 1940, to dage efter besættelsen. Ved folketingsvalget i 1943 blev han opstillet som partiets kandidat i Viborgkredsen.
Hans overordnede betegnede ham som en loyal og pligtopfyldende officer, selvom de ikke delte hans nazistiske synspunkter. De gentog denne vurdering i forbindelse med retsopgøret efter krigen, hvor han blev tildelt en fængselsstraf. Derefter emigrerede Jensen til Sydamerika og siden er hans skæbne ukendt.